# Exomalopsis dasypoda
Exomalopsis dasypoda är en biart som beskrevs av Embrik Strand 1910. Exomalopsis dasypoda ingår i släktet Exomalopsis och familjen långtungebin. Inga underarter finns listade i Catalogue of Life.